# Vicente Noble
Vicente Noble è un comune della Repubblica Dominicana di 20.496 abitanti, situato nella Provincia di Barahona. Comprende, oltre al capoluogo, tre distretti municipali: Canoa, Quita Coraza e Fondo Negro.